# Casa na praça Castro Alves, n.º 61
A Casa da Praça Castro Alves, n. 61 é uma edificação localizada em Jacobina, município do estado brasileiro da Bahia. Foi tombado pelo Instituto do Patrimônio Artístico e Cultural da Bahia (IPAC) em 1986, através do processo de número 003.
Embora não se conheça o ano de fundação da casa, suas características são do início XIX, possuindo alterações em planta e em fachada do final do século XX. É um dos últimos exemplares da arquitetura urbana e rural do século passado dessa região. Em 22 de maio 1888, a sala dessa residência presenciou um fato memorável, o Conselho Municipal de Jacobina consignou em ata o regozijo dos representantes do povo pela abolição da escravatura.
O edifício de propriedade privada abriga atualmente uma escola. Foi tombado pelo IPAC em 1986, recebendo tombo de bens imóveis (Inscrição 36/1986).